# Економічна історія України
Економі́чна істо́рія Украї́ни — починається з періоду заселення її нинішньої території першими поселенцями.

## Економіка Київської Русі та Галицько-Волинського князівства
Розквіт Київської Русі у IX–XI ст. зумовлений головним чином її вигідним географічним положення на перехресті торгових шляхів і зв'язками з країнами Західної Європи, Півночі і Півдня. У XII ст., після перекриття кочовиками торгового шляху Дніпром «з варяг в греки», стався розпад Київської Русі на незалежні князівства. Виснажена міжусобицями, нападами половців, монголо-татар, поляків і литовців, вони стали околичними землями інших, більш могутніх держав.

## Економіка Гетьманщини
Протягом усього періоду існування (1649–1764 рр.) Козацько-гетьманської держави, її економіка залишалася переважно аграрно-феодальною. Вона була не просто аграрною, а сировинною – на експорт йшли спершу м’ясна худоба (воли), потім зерно (наприкінці 16 – на початку 17 ст.), а потім з нову лише м’ясна худоба і горілка. Так сформувалася тенденція отримувати прибуток за рахунок сировинної аграрної економіки, яка зберігалася потім протягом століть. Втім, в часи Гетьманщини були помітними загальноєвропейські тенденції по збільшенню кількості мануфактур та частки промисловості у галузевій структурі ВВП.
Було скасоване кріпацтво Речі посполитої та відбувся перерозподіл засобів виробництва від старої шляхти до козацької старшини та селян. Остаточно на території Української держави фільварково-панщинна система господарювання, земельна власність королівщини, польських та українських магнатів і шляхти, католицької церкви були ліквідовані після 1652 p.
Основна частина звільнених територій (а це був значний земельний фонд: королівщині належало близько 150 міст і містечок, магнати і шляхта володіли приблизно 1500, а католицька церква — 50 маєтками), а також незаселені землі перейшли до загальнодержавного фонду, що був у володінні Скарбу Війська Запорозького — складової частини апарату гетьмансько-старшинської адміністрації. Верховним розпорядником землі був гетьман, на місцях розпоряджалися нею полковники і сотники. У приватному володінні залишалися землі православних монастирів і вищого духовенства, дрібної шляхти, козаків і міщан.
Особисто вільні селяни мали сплачувати казні податок у вигляді грошового чиншу. Селяни вільних військових сіл вважали землю, яку обробляли, своєю власністю. В другій половині XVII — на початку XVIII ст. її вільно передавали у спадок, дарували, продавали, купували. В приватновласницьких, тимчасово-умовних володіннях право селян на користування землею було обмежене, а при купівлі-продажу землі передавалося лише право на її володіння з наявними примусами на користь власників землі.
Після Визвольної війни, 80—90% селян мали землю. За матеріалами Рум'янцевського опису Малоросії (1765–1769 pp.), старшинські, монастирські, казенні селяни поділялися на тих, хто мав землю, і безземельних. Власники наділів передавали землю у спадок, в оренду, купували та продавали, організовували хутори. Зросла чисельність заможних селян, які сконцентрували значну частину надільної землі та худоби. Безземельні посполиті або займалися землеробством на старшинській, монастирській, казенній землі, що виділялась їм у тимчасове користування, або жили за рахунок продажу робочої сили.
Деякі безземельні селяни тримали багато худоби, пасік, займалися ремеслами, промислами. Окремі з них мали до 30—40 голів рогатої худоби, 20—30 свиней, 30—40 коней, до 300 овець. Деякі селяни, так звані служителі, не мали ніякого господарства і постійно жили в маєтках старшини або «на пропитання», або за річну плату (2—10 крб.).
XVII–XVIII ст. були періодом бурхливого процесу виникнення і розвитку міст, зростання їх ролі в господарському житті України. Проте на відміну від міст Західної Європи вони зберігали феодально-аграрний характер, були невеликими. Процес формування промислово-торговельного населення йшов повільно. За даними перепису 1666 p., в 36 містах Лівобережної України 26% жителів були ремісниками. Внаслідок політики московської влади, що обмежувала розвиток української промисловості, в кінці XVIII ст. серед населення Гетьманщини ремісники становили незначну кількість: у Чернігові — 4,5%, у Гадячі — 16% всіх жителів. Значними ремісничими центрами були Ніжин — 42,3% дворів ремісників, Стародуб — 48,5%. У Києві працювало 4 тис. ремісників.
У 20-х роках XVIII ст. в Гетьманщині під впливом перетворень Петра І почалося будівництво великих централізованих мануфактур. Виникнення мануфактур відбувалося двома шляхами: дрібні підприємства перетворювалися на великі самостійні виробництва, майстерні підпорядковувалися торговому капіталу, який активно проникав у виробництво.
Особливо сприятливим середовищем для виникнення мануфактурного виробництва були міські та сільські промисли. Вони не обмежувалися цеховими майстернями, тому були придатнішими для впровадження нових механічних процесів, прогресивних форм організації виробництва й праці. Формувалися кадри постійних робітників, які жили за рахунок заробітків у промисловості.
Розвивалося винокуріння (ґуральництво, броварство, медоваріння). Сировиною для виготовлення горілки і пива були жито, ячмінь, гречка, овес, пшениця. Дрібні ґуральні та пивоварні діяли в кожному фільварку, маєтку, селі України. Винокуріння давало прибуток в 2—4 рази більший, ніж продаж хліба. В кінці XVIII ст. налічувалося понад 10 тис. ґуралень.
У Гетьманщині та Слобожанщині винокурні належали монастирям, козацькій старшині, купцям, міщанам, козакам і селянам. На кінець XVIII ст. винокуріння повністю перейшло до дворянства. У XVIII ст. більшість винокурень мала дрібнотоварний характер. Певна їх частина за розмірами і обладнанням належала до початкових форм мануфактур. Це були великі винокурні (гожельні), їх обслуговували в середньому 14 осіб. Винокуріння мало високий ступінь товарності. Купували сировину, паливо, обладнання, продавали продукцію — в шинках уроздріб, збували оптом. Продовжувало розвиватися металургійне виробництво, найпоширенішою формою якого були рудні промисли.
Особливе місце в промисловості належало виробництву селітри. Осередком цього промислу були басейни річок Псла, Ворскли, Орелі, нижнього Дніпра та Бугу, райони поблизу Чугуїва і Путивля. У період польсько-шляхетського панування існувало майже 20 селітроварень, виробництво на яких було монополізовано урядом Польщі. Під час Визвольної війни середини XVII ст. селітровими заводами керувало козацьке військо. У XVIII ст. будувалися казенні та приватні селітряні варниці, що належали козацькій старшині, козакам і городянам. Сировиною для одержання селітри була земля городищ, старих могил, фортечних валів і попіл. З 40-х років XVIII ст. поширився штучний буртовий спосіб виготовлення селітри. З кінця 30-х років XVIII ст. були організовані селітряні компанії: Опошнянська (об'єднувала селітрозаводчиків м. Опішні), купця Щедрова, Російська (заводи були в Харківській губернії та в Полтавському полку) та ін. Основним покупцем української селітри в XVIII ст. була Російська скарбниця. Примусова система збуту негативно впливала на розвиток селітроваріння. Великою була заборгованість скарбниці власникам заводів. Лише в 90-х роках XVIII ст. був дозволений вільний продаж селітри, що залишалася від постачання у скарбницю. Це сприяло розширенню селітроваріння.

## У складі імперій

### Економіка України в складі Російської імперії
Після інтеграції з Російською імперією у XVII–XVIII ст. Україна стала головною житницею Росії, а Одеса стала її головним морським портом.
Станом на 1914 рік частка українських губерній у складі Російської імперії складала:
- 44% вирощеного збіжжя;
- 76% виробленого цурку;
- 69% вирощеного тютюну;
- 53% добутої солі;
- 71% добутого вугілля (в т.ч. 99% високоякісного вугілля — антрациту і 99% коксу);
- 74% виробництва заліза.

Перша світова війна окрім розорення через бойові дії принесла значне піднесення оборонно промислового комплексу через переорієнтацію на виробництво військової продукції та будівництво нових великих заводів. Хоча активні бойові дії під час Першої світової війни здебільшого зачепили західні регіони України, важкі наслідки війни були відчутними й далі на схід.

### Економіка України у складі Австро-Угорщини
Після політико-соціальних перетворень у Австро-Угорській монархії, спричинених Весною народів, у другій половині XIX століття в економіці Східної Галичини переважали європейські капітали: австрійські, німецькі, англійські, американські, французькі, бельгійські, які контролювали основні сировинні галузі, зокрема нафту, солеваріння, лісозаготівлю. У 50-60 роках XIX століття до регіону дійшла хвиля промислового перевороту. На початку 70-х років в основному він завершився і в Австро-Угорській імперії. Проте, якщо в її західних і центральних частинах мало місце промислове піднесення, то промисловість Східної Галичини, Північної Буковини і Закарпаття розвивалися значно повільніше.
70-90-ті роки були часом виникнення середніх і великих підприємств, але їх роль в промисловому виробництві була незначною. Промисловість мала переважно дрібний, кустарно-ремісничий характер, була слабко механізованою. Великих підприємств на західноукраїнських землях було близько 220, і на них зосереджувалася лише четверта частина робітників. Найбільш інтенсивно розвивалися нафтова і озокеритна промисловість у Бориславо-Дрогобицькому басейні, на теренах України тоді видобувалося 4,5 % нафти у світі.
Завдяки розвитку нафтової та озокеритної промисловості Борислав вже на початку 70-х років став найбільшим промисловим центром на західноукраїнських землях. Наприкінці століття лісохімічними центрами Закарпаття були: Великий Бичків, Турія Бистрий і Перечин. Діяло три меблеві фабрики - в Ужгороді, Хусті і Львові. Було три значні рудники на Мармарощині.
Індустріалізація відбувалася і у Львові, тут відкрили свої філії Австрійський національний банк, Австрійський кредитний заклад для торгівлі і промисловості, Англо-австрійський банк, працювали Галицький іпотечний банк, Селянський та Крайовий банки. Розгортали свою діяльність українські фінансові установи і торгово-промислові об'єднання: страхові товариства "Дністер" і "Карпатія", Крайовий союз кредиторів, Український іпотечний банк, Селянська каса, крайові кооперативні союзи.
Не дивлячиь на це західноукраїнські землі залишалися здебільшого аграрним краєм. Сільським господарством тут займалося 94% населення. Більша частина ріллі, лісів та пасовищ належала великим землевласникам, католицькій та греко-католицькій церкві. Поміщикам належало понад 40% усіх земель. В цілому господарств, які мали наділи до 5 га., в Галичині нараховувалося 80%, в Буковині - 85%, в Закарпатті - 83%. Така диспропорція, та зростання населення сприччинили велику хвилю еміграції до Аргентини, Бразилії, Канади, США та інших країн.
У другій половині XIX ст. пануючим класом на західноукраїнських землях залишалися земельна аристократія, проте індустріальна революція призвела до посилення ролі буржуазії. Поряд з іноземними капіталістами в Галичині, Буковині і Закарпатті виникла і українська буржуазія, хоча її питома вага була порівняно невеликою.
На початку XX століття край зазнав значного спустошення через активні бойові дії під час Першої світової війни.

## Економіка періоду Української революції

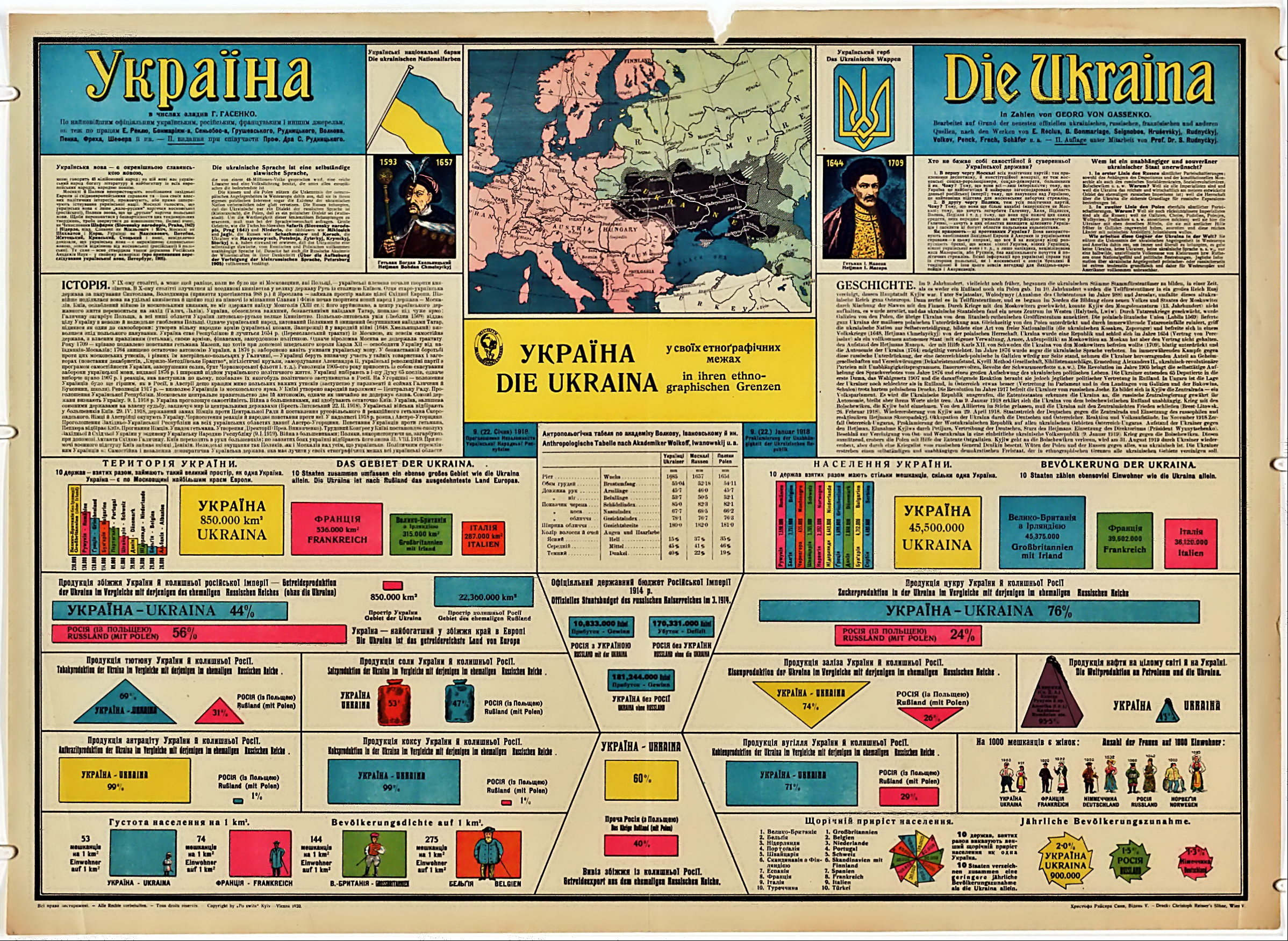
Україна у своїх етнографічних межах: економіка, виробництво, демографія (1920)

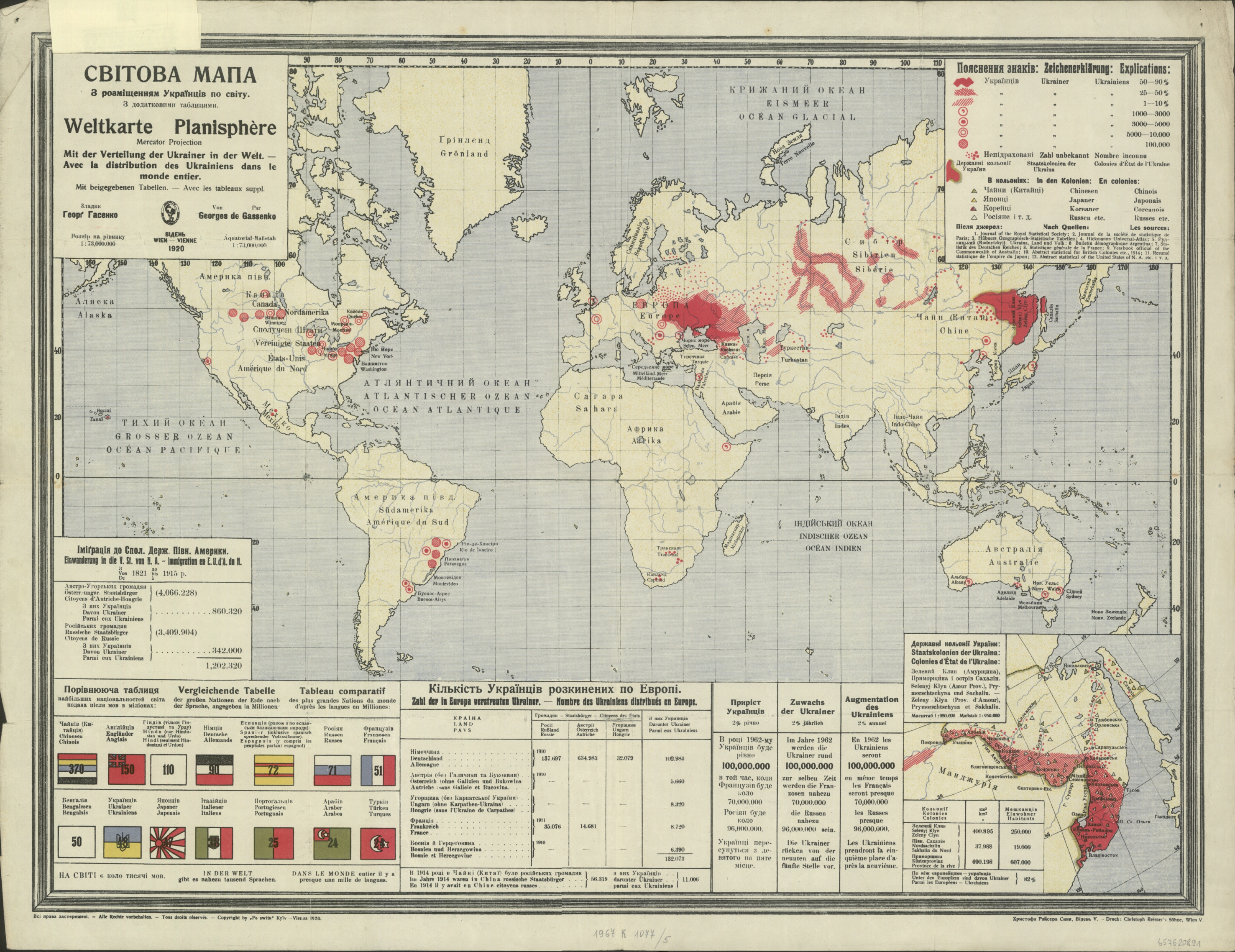
Світова мапа із розміщенням Українців по світу (1920)

По закінченню Першої світової війни УНР претендувала на етнічні українські терени у Східній Європі загальною площею 850 000 км² із загальною кількістю населення території 45,5 млн. осіб.

### Господарська політика уряду П.Скоропадського
Після гетьманського перевороту була встановлена стабільна валюта, податкова система, розроблювався і виконувався державний бюджет, створені Державний і Земельний банки. Відновлено діяльність залізниць. У промисловості зберігалися кризові тенденції кінця 1917 — початку 1918 рр. Велику загрозу становив страйковий рух, актуальним продовжувало залишатися протистояння профспілок і організацій промисловців.

## Економіка УРСР
При радянській владі Україна зберегла статус розвиненого аграрного і гірничодобувного регіону. Крім того, розвинулася обробна промисловість, транспорт і сфера послуг.
Незважаючи на значне руйнування під час Другої світової війни, Україна залишилася однією з найрозвиненіших республік СРСР. Все ж у 1945 р. Україна дала 18% загальносоюзного виробництва чавуну і 11,2% сталі. Всього до травня 1945 р. було відбудовано і введено в дію майже 3 тис. великих промислових підприємств України, що становило майже третину довоєнних виробничих потужностей. Економіка відновлювалася, але у 1945 р. виробництво у республіці становило тільки 26% довоєнного рівня.
Україна в основному завершила відбудову поруйнованої війною промисловості тільки у п'ятій п'ятирічці (1951–1955 рр.).
Згідно із західними оцінками, національний дохід України на душу населення в 1970-х роках був вищим, ніж в Італії. У кінці 1970-х років зростання припинилося, в 1980-х роках почався спад, а після 1990 вибухнула економічна криза.
У період існування СРСР економіка України була підлегла диктату Держплану СРСР, який спільно з українським Держпланом розробляв п'ятирічні плани її розвитку як інтегральної частини радянської економіки. Українські підприємства були підлеглі союзним міністерствам у Москві або республіканським міністерствам у Києві.

## Сучасна Україна

### Перехідний період
Після 1991 року підприємства, незважаючи на приналежність, що збереглася формально до державної власності, потрапили під контроль своїх директорів. До 1996 р. близько 6 тисяч середніх і великих підприємств стали акціонерними товариствами, а до 1998 р. було приватизовано 45 тисяч невеликих підприємств і майже 99% магазинів роздрібної торгівлі, підприємств торгівлі і сфери послуг.
Загальне число безробітних в 1998–1999 досягло 2 млн. осіб. У пошуках роботи до 7 млн. осіб. полишили країну (т.зв. «четверта хвиля» трудової еміграції).

### Становлення економіки незалежної України
Зниження національного прибутку становило 11–15% на рік в 1991–1994 рр.; у 1995 р. ВНП становив 2 400 дол. на душу населення. Результатом гіперінфляції стало майже повне руйнування в 1993–1994 рр. економіки країни, до 1997 р. інфляцію вдалося припинити, але середньомісячний прибуток громадян становив 90 дол. У 1997 чисельність трудових ресурсів становила 22,6 млн. осіб. У галузевій структурі зайнятості переважає сфера послуг — 49%. У промисловості і будівництві зайнято 30%, у сільському, лісовому і рибному господарстві — 21 %.
В Україні виділяють три економічних райони: Донецько-Придніпровський, Південно-Західний і Південний. У першому зосереджені підприємства гірничодобувної, металургійної, хімічної і важкої промисловості. У другому — обробна, легка і харчова промисловість. У Південному районі переважають суднобудування, портове господарство й індустрія відпочинку. Повсюдно сприятливі умови для сільського господарства. Західні і центральні області України спеціалізуються на технічних і харчових культурах (цукровий буряк, хміль, кукурудза, картопля), в південній Україні переважає зернове господарство і садівництво, біля великих міст розвинене овочівництво.
Великі металургійні заводи споруджені в Запоріжжі, Маріуполі, Дніпропетровську, Донецьку, нафтопереробні заводи є в Херсоні, Одесі, Дрогобичі, Кременчуці, Лисичанську. На Донбасі і в Придніпров'ї розвинена хімічна промисловість, яка продукує соду, сірчану кислоту, добрива, синтетичні смоли, пластмаси, волокна, шини і різні хімікати. Україна виробляє також обладнання для важкої промисловості, енергетики (електромотори, турбіни, потужні трансформатори), залізничного транспорту (локомотиви, вантажні вагони), гірничодобувної промисловості (екскаватори, бульдозери, вугільні комбайни), автотранспорту (вантажні машини, автобуси, легкові автомобілі), цивільної авіації (пасажирські літаки, авіаційні двигуни) і сільського господарства (трактори, сільгосптехніка). Крім того, виготовляється широкий спектр побутової, а також комп'ютерної техніки. Космічні технології і озброєння — важливий напрям розвитку машинобудування України. Військово-промисловий комплекс на початку 1990-х років давав близько 1/4 обсягу промислового виробництва України. Промисловість будівельних матеріалів виробляє цемент (5 млн. т у 1997 р), залізобетонні конструкції, ізоляційні, облицювальні і стінові матеріали, асбесто-цементні вироби і шифер, силікатне скло, кераміку і фаянс. За період з 1918 по 1980 рр близько 62% всіх капіталовкладень було скеровано в будівництво.
Рільництво і скотарство — традиційний вид занять населення країни з часів Трипілля (4–2 тис.до н. е.). Сприятливі кліматичні умови і ґрунти забезпечують відносно високу врожайність. У 1985 р. УРСР дала 46% усієї пшениці, 56% кукурудзи, 60% цукрових буряків, 50% соняшника в СРСР. Виробництво яловичини становило 24% від загальносоюзного. У подальші роки сільськогосподарське виробництво України стало знижуватися: в 1997 р. Україна виробила 35,4 млн. т зерна (проти 38,7 млн. т у 1991), 17,5 млн. т цукрового буряка (проти 36,3 млн.), 1,9 млн. т м'яса (проти 4,1 млн.) і 13,7 млн. т молока (проти 22,7 млн.). Скорочення виробництва пов'язане з дезорганізацією господарства, скороченням ринку збуту сільськогосподарської продукції і зростанням конкуренції з боку зарубіжних товаровиробників. У 1976 р. улов риби в Україні становив 1,1 млн. т (12 % від загальносоюзного), в 1991 — 816 тис. т. У 1890-х роках 18% території України було покрито лісами. Знищення лісів протягом двох світових воєн, хижацька експлуатація в царський час і при Габсбургах, але особливо при радянському режимі, привели до скорочення площі лісів до 13% на початку 1990-х років. У 1997 р. було вироблено 5 млн. кубометрів лісоматеріалів (проти 8 млн. у 1991), 88 тис. т паперу (проти 353 тис.), 463 тис. т картону.
Приватизація сільгоспугідь стала однією з головних цілей, поставлених Українською державою після 1991 року. Перешкоди на шляху приватизації землі вельми значні: сільське населення (в основному жінки), що постаріло, недостача капіталу у селянства, відсутність допомоги держави. До січня 1998 р. в Україні було майже 36 тисяч приватних селянських господарств і 8 тис. великих колективних господарств.
Україна має значні запаси кам'яного вугілля (Донецький і Волинський басейни) і бурого вугілля (Дніпровський басейн); невеликі родовища нафти і природного газу розташовані в Прикарпатті і на північному сході республіки. Ці енергетичні ресурси використовуються на великих ТЕС, (Вуглегірська, Криворізька, Бурштинська, Змієвська, Курахівська і інш.). На Дніпрі побудований каскад ГЕС (Каховська, Дніпровська, Канівська, Київська, Кременчуцька.). Понад 30 % електроенергії в Україні дають АЕС (Рівненська, Запорізька, Південно-Українська і інш.). Власні паливні ресурси забезпечують лише 58 % потреб України, інша їх імпортується (г.ч. з Росії і Туркменістану).
У 2001 р. структура споживання електроенергії та палива: 135,8 млрд кВт·год. Вугілля та продукти його переробки — 64,2 млн. т; природний газ — 65,8 млрд кубометрів; нафта і газовий конденсат — 16,9 млн. т.